# Bomolocha tenebralis
Bomolocha tenebralis là một loài bướm đêm trong họ Noctuidae.